# Ülker Sports Arena

O Fenerbahçe International Sports Complex Ülker Sports Arena (Turco:Fenerbahçe Uluslararası Spor Kompleksi Ülker Spor Arena) é uma arena multi-uso localizada no distrito de Ataşehir em Istanbul, Turquia inaugurada em 25 de janeiro de 2012. Pertence ao Fenerbahçe SK e é administrado pela empresa Anschutz Entertainment Group.

## História
A construção da arena iniciou em 2008 numa das áreas que mais crescem na Anatólia e foi finalizada em 2012. O primeiro jogo disputado pelo Fenerbahçe Ülker na nova arena  foi contra o EA7 Emporio Armani pela disputa do Top 16 da Euroliga 2011-2012 e a primeira cesta foi do croata Marko Tomas que na época defendia o Fenerbahçe Ülker.
Em 2014 foi uma das sedes da Copa do Mundo da Turquia de Basquete Feminino de 2014 quando sediou inclusive a fase final da competição.
A arena além de sediar os jogos das equipes masculina e feminina do Fenerbahçe, também sediou eventos de voleibol, levantamento de peso e luta-livre. Concertos e congressos também são realizados na Arena que também conta com restaurantes .

## Concertos e eventos
2012
- 19 de Setembro, Leonard Cohen durante sua Old Ideas World Tour
- 22 de Setembro a 14 de Outubro, Alegría (Cirque du Soleil)
- 5 de Outubro, Boston Celtics NBA Europe Live Tour
- 16 e 17 de Novembro, Jennifer Lopez como parte de sua Dance Again World Tour

2013
- 23 de Fevereiro, WWE RAW World Tour
- 15 a 17 de Março, Michael Jackson: The Immortal World Tour
- 6 de Abril, Glory kickboxing
- 27 de Abril, Mark Knopfler como parte de sua Privateering Tour
- 3 a 12 de Maio, We Will Rock You (musical) como parte da We Will Rock You: 10th Anniversary Tour
- 7 de Setembro, Music Bank World Tour
- 5 de Outubro, Oklahoma City Thunder NBA Europe Live Tour

2014
- 3 a 5 de Outubro, Copa do Mundo de Basquete Feminino de 2014 Finais
- 9 de Novembro, Sarah Brightman in concert
- 18 de Novembro, Demi Lovato como parte de sua Demi World Tour
- 29 de Novembro, André Rieu e Orquestra

2018
- 29 de Setembro, Blast Pro Series Istanbul

## Público da Arena na Euroliga
Esta é uma lista da contagem de público na Ülker Sports Arena em jogos do Fenerbahçe Ülker.
| Temporada                 | Total   | Maior  | Menor  | Média  |
| ------------------------- | ------- | ------ | ------ | ------ |
| Euroliga Top 16 2011-2012 | 35.978  | 12.191 | 11.870 | 11.993 |
| Euroliga 2012-2013        | 85.303  | 12.100 | 1.800  | 7.109  |
| Euroliga 2014-2015        | 137.753 | 12.968 | 3.230  | 11.313 |